# 波蘭鑄幣廠
波蘭鑄幣廠（波蘭語：Mennica Polska）是一家位於華沙的私營公司（Mennica Polska SA）。該公司是波蘭唯一獲准製造（造幣）硬幣和证券投资基金的私營機構。這是一家股份制公司，自 1998 年 4 月 7 日起在華沙證券交易所上市，是世界上唯一一家公開交易的造幣廠。

## 歷史
1766 年 2 月 10 日，國王斯坦尼斯瓦夫·奥古斯特推行的鑄幣廠改革開始，在華沙比蘭斯卡街成立的新鑄幣廠鑄造了金幣、銀幣和銅幣，以及獎章和勳章。

## 外部鏈接
- 波蘭鑄幣廠 （页面存档备份，存于）